# أنطون رايزر
أنطون رايزر Anton Reiser هي رواية كتبها الأديب الألماني كارل فيليب موريتس، وصدرت في أربعة أجزاء في الفترة من 1785 حتى 1790.

## مضمون الرواية
تدور الرواية حول موضوع الصراع بين الفرد والواقع الاجتماعي، وبين مشاعره الحالمة وقسوة الواقع وجفاءه.
وتصور الرواية حياة أنطون رايزر ابن الطبقة البرجوازية الصغيرة، حياته المليئة بالتناقضات التي لا تساعده تأملاته في التغلب عليها. ويتعرض رايزر للإذلال من الناس في المجتمع من حوله، ويصبح شخصية انطوائية، فينعزل عن المجتمع ويبدأ حياة يجول فيها من مكان إلى آخر بغير استقرار. ويلجأ إلى خيالاته وتجاربه النشوانة، وعمله بالتمثيل، باحثا عن وسيلة يحقق بها ذاته ولكنه لا ينجح في ذلك أيضا.
وقد استند موريتس في هذه الرواية التي تحمل أيضا الكثير من ملامح سيرته الذاتية، إلى نص الكاتب الإنجليزى يونغ «أفكار ليلية عن الحياة والموت والخلود» (التي ظهرت في عام 1742 وترجمت إلى الألمانية في عام 1745).
كما استفاد أيضا من الإعجاب الشديد بشكسبير والنجاح الذي لاقته رواية غوته «آلام الشاب فرتر». ومن ناحية أخرى تأثر موريتس بقصة حياة جان جاك روسو.